# Bundesautobahn 535
Bundesautobahn 535 (em português: Auto-estrada Federal 535) ou A 535, é uma auto-estrada na Alemanha.
A Bundesautobahn 535 tem 2 km de comprimento.

## Estados
Estados percorridos por esta auto-estrada:
- Renânia do Norte-Vestfália